# Кол — угловик

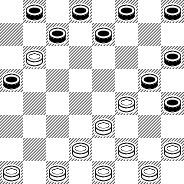
Табия дебюта

Кол — угловик — дебют в русских шашках. Табия дебюта возникает после ходов 1.cd4 ba5 2.dс5 d: b4 3.a: c5 fg5 4.bc3 gf6 5.gf4 gh4 6.cd4 fg5 7.cb6 a: c5 8.d: b6.
Далее за черных встречаются ответы: 8…ab4 9.ba7 ba3, 8…ed6 и 8…cd6.
Дебют, разыгранный за черных, — обратный кол-угловик.
Название — от «коловой» шашки c5, которая переходит на угловое поле а7.